# Poecilopheosia
Poecilopheosia is een geslacht van vlinders van de familie tandvlinders (Notodontidae).

## Soorten
- P. excurvata Hampson, 1892
- P. grisea Swinhoe, 1892